# Wittdün
Wittdün (Öömrang: Witjdün, tiếng Đan Mạch: Vitdyn) là một đô thị trên đảo Amrum thuộc huyện Nordfriesland, bang Schleswig-Holstein, Đức.